# Natacha Rambova
Natacha Rambova, nome d'arte di Winifred Kimball Shaughnessy (Salt Lake City, 19 gennaio 1897 – Pasadena, 5 giugno 1966), è stata una danzatrice, scenografa, costumista, designer, sceneggiatrice e collezionista di antichità statunitense, ricordata soprattutto per essere stata la seconda moglie di Rodolfo Valentino.
Come danzatrice ballò con Theodore Kosloff, Clifton Webb e lo stesso Rodolfo Valentino per il quale curò l'immagine. Ha disegnato con successo scene e costumi di molti balletti e di alcuni film e ha scritto sceneggiature (quasi sempre firmandosi con lo stesso pseudonimo). È stata attrice, spiritista e ha svolto importanti ricerche come egittologa.

## Biografia

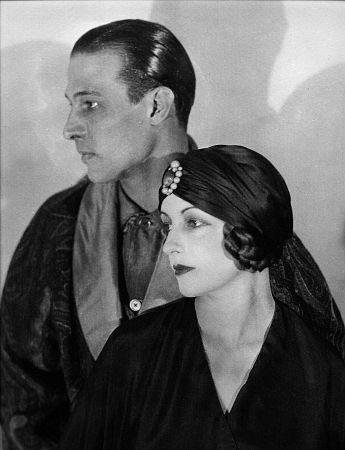
Natacha Rambova con Rodolfo Valentino

Natacha Rambova, una pro-pro nipote di Heber C. Kimball, leader della Chiesa di Gesù Cristo dei santi degli ultimi giorni nacque, con il nome di Winifred Shaughnessy da Winifred Kimball e dal suo secondo marito, Michael Shaughnessy. In seguito, adottata dal quarto marito della madre, l'industriale di cosmetici Richard Hudnut, prese il nome di Winifred Hudnut.

### Fuga in Russia
Mandata a studiare in Inghilterra, scappò dalla scuola, finendo in Russia, dove assunse lo pseudonimo di Natacha Rambova e, finalmente, poté dedicarsi alla danza, suo grande amore. In tournée con il Balletto Imperiale Russo, venne sorpresa dalla rivoluzione proprio mentre si trovava negli Stati Uniti. Dovette quindi fermarsi giocoforza in patria, cominciando a interessarsi alla scenografia e ai costumi. I suoi primi lavori furono (spesso neppure accreditata) per i film di DeMille, in team con Mitchell Leisen, uno scenografo che, più tardi, diventerà un apprezzato regista hollywoodiano.

### Designer, scenografa, costumista
Dopo una travagliata storia d'amore con il danzatore Theodore Kosloff, la Rambova lavorò come art director per l'attrice Alla Nazimova, nativa di Jalta, che ne riconobbe il talento. Nazimova era all'epoca una delle più potenti dive di Hollywood: le menti più intelligenti e innovative dell'industria cinematografica la frequentavano e la omaggiavano. Rambova, la "più brillante e indipendente delle protette che frequentavano o lambivano il suo circolo lesbico", contribuisce in maniera determinante alla cifra stilistica dei suoi film.
Per La signora delle camelie (1921), considerato il suo miglior lavoro, s'ispirò all'espressionismo tedesco di Hans Poelzig e Emil-Jaques Ruhlmann.
Le scenografie e i costumi creati per Salomè e basati su disegni di Aubrey Beardsley sono tuttora considerati innovativi.

### Rodolfo Valentino
Fu proprio sul set di La signora delle camelie che la Rambova conobbe Rodolfo Valentino. I due si sposarono il 14 marzo 1922 a Mexicali. Il matrimonio con il divo nacque nel modo peggiore poiché l'attore fu arrestato per bigamia dopo appena qualche giorno: la legge americana del tempo permetteva, infatti, di risposarsi solo dopo un anno dalla separazione e il suo divorzio da Jean Acker non era ancora effettivo.
Rambova prende subito nelle sue mani la carriera del marito, entrando in rotta di collisione con la Paramount. Vuole che la casa di produzione investa al meglio per valorizzare il più possibile Valentino. Reputa scialbi e poco interessanti i film che gli vengono proposti e lo induce a "ricattare" la compagnia. O accetteranno le sue condizioni, o Valentino non lavorerà più. Lasky, il magnate della Famous Lasky, non cede, forte di un contratto capestro che lega l'attore e gli impedisce di lavorare per altri. Natacha insiste e Valentino lascia gli schermi e la Paramount. Per vivere, torna alla sua vecchia professione di ballerino, in coppia, questa volta, con la moglie. Ormai il suo nome è entrato nel Pantheon delle star, anzi, è lui la STAR per eccellenza. L'anno in cui resta lontano dagli schermi, invece che far cadere il suo nome nel dimenticatoio, contribuisce a farne leggenda: gli spettacoli dove lui e Rambova si esibiscono - sponsorizzati dalla Mineraleva, ditta di cosmetici del patrigno di Natacha - sono assaliti da folle di fan plaudenti che vogliono vedere il loro idolo dal vivo. Alla fine, Lasky cede e accetta Rambova come supervisore dei film del marito.
Il matrimonio terminò perché la United Artists (subentrata alla Paramount, nella produzione dei film di Valentino) vietò a Natacha di intromettersi negli affari del marito, di cui fino ad allora era stata unica manager.
Anche dopo la separazione, e dopo la morte del marito (avvenuta nel 1926), la Rambova continuò tuttavia a raccontare per il pubblico le vicende personali di Rudy.

### Gli ultimi anni
Dopo la separazione da Rodolfo Valentino, Natacha Rambova lasciò lo spettacolo e si dedicò al collezionismo e all'egittologia, di cui divenne un'esperta studiosa. Si trasferì a vivere in Europa. Nel 1934, sposò il conte Alvaro de Urzaiz, un aristocratico spagnolo di fede franchista con il quale rischiò di finire fucilata durante la guerra civile spagnola.
A causa di una grave forma di sclerodermia è morta il 5 giugno 1966 a Pasadena all'età di 69 anni.

### Curiosità
Nel 2015 Natacha Rambova viene interpretata dall'attrice statunitense Alexandra Daddario nella quinta stagione della serie TV americana American Horror Story come moglie di Rodolfo Valentino, interpretato da Finn Wittrock e amante della Contessa Elizabeth, interpretata da Lady Gaga.

## Filmografia

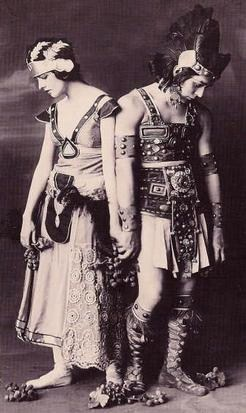
Natacha Rambova e Theodore Kosloff nei costumi aztechi disegnati da Rambova per L'ultima dei Montezuma (1917)

- L'ultima dei Montezuma (The Woman God Forgot), regia di Cecil B. DeMille - costumi (1917)
- Perché cambiate moglie? (Why Change Your Wife?), regia di Cecil B. DeMille - costumi (1920)
- Something to Think About, regia di Cecil B. DeMille - costumi con Clare West (1920)
- La miliardaria (Billions), regia di Ray C. Smallwood - scenografia e costumi (1920)
- Il frutto proibito (Forbidden Fruit), regia di Cecil B. DeMille - costumi (1921)
- La signora delle camelie  (Camille), regia di Alla Nazimova e Ray C. Smallwood  -  costumi e scenografia (1921)
- Casa di bambola (A Doll's House), regia di Charles Bryant - costumi e scenografia (1922)
- Il giovane Rajah (The Young Rajah), regia di Phil Rosen - costumi (1922)
- Salomè, regia di Charles Bryant - sceneggiatura, costumi e scenografie (1923)
- Monsieur Beaucaire, regia di Sidney Olcott - costumi e scenografie (1924)
- What Price Beauty?,  regia di Tom Buckingham - sceneggiatura, produttore (1925)
- Cobra, regia di Joseph Henabery - sceneggiatura, ruolo minore (1925)